# جبرگرایی علمی
جبر گرایی علمی (Scientific determinism) تصور ساعت گونه از جهان است که لاپلاس پیشنهاد کرد و بر آن است که دانایی کامل از حالت جهان ما را قادر می‌سازد حالت کامل آن را از گذشته یا آینده پیشگویی کنیم.
این نوع جبرگرایی علمی ( یا وابسته به قانون ) فرضیه اینست که بر مبنای آن رویدادهای آینده از طریق ترکیب رویدادهای گذشته و حال با قوانین طبیعت مستلزم و بایسته می‌شود . این چنین جبرگرایی را می‌توان در تجارب فکری خدای لاپلاس مشاهده کرد . یک وجود را در نظر بگیرید که از تمامی حقایق گذشته و حال و تمامی قوانین طبیعی که هستی را هدایت می‌کند با خبر است . این چنین وجودی ممکن است تحت شرایط معینی قادر باشد تا از این دانش برای پیش بینی آینده، حتی تا کوچک‌ترین جزئیات استفاده کند . جبرگرایی جزمی لاپلاس (از نظر استفن هاوکینگ ) اصولا ً به عنوان جبرگرایی علمی در نظر گرفته می‌شود . بر مبنای این فرض بنا شده است که تمامی رویدادها دارای علت و اثر می‌باشند و ترکیب دقیقی از رویدادها در یک زمان خاص باعث تولید یک نتیجهٔ خاص می‌شود . این جبرگرایی علی رابطهٔ مستقیمی با پیش بینی پذیری دارد .

#### کوانتوم و مسئله دِتِرمینیسِم
پس‌از کشف قوانین فیزیک و پیش‌از شکل‌گیریِ نظریۀ کوانتوم، بسیاری با مشاهدۀ ضوابطِ حاکم بر طبیعت، به این‌نتیجه رسیدند که امیال و اراده‌های ما نیز تابع قوانین فیزیک بوده، همچون هر پدیده‌ای، از قبل معین هستند و قابلیت پیش‌بینی شدن دارند. ایشان این تعیّن را به معنی جبرِ دترمینیستی گرفتند. جبر دترمینیستی یا همان دترمینیسم، تقریباً تنها شکلی از جبر بود که مورد بحث بعضی فلاسفه قرار می‌گرفت و قوانین جهان مشمول فیزیک نیز به عنوان شاهدِ آن محسوب می‌شد.
این‌که آیا از پیش معلوم است ما چه میل خواهیم کرد و چه اراده خواهیم نمود، یکی از دستاوردهای مهمی بود که بعضی فلاسفه به یافته‌های علم فیزیک نسبت می‌دادند. آن‌ها ذهن و مغزِ ما را هم، مادی و مشمول قوانین فیزیک می‌دانستند و تأکید زیادی روی آن داشتند.
از طرفی، طرف‌دارانِ آزادی اختیار نیز فکر می‌کردند که اگر به‌شکلی نشان دهند امکان دارد در سطح فرایندهای مغزی و ذهنی، خللی در دترمینیسم باشد، موفق به بازگشت به آزادی اراده می‌شوند.
با یافته‌های تئوری کوانتوم و راهیابیِ اتفاق و تصادف در رویدادهای کوانتومی، تصور می‌شد که خلل مهمی در دترمینیسم پدید‌ آمده‌است و اگر این رویدادهای کوانتومی، در شکل‌گیریِ ارادۀ ما دخیل باشند، دیگر نمی‌توان گفت ارادۀ ما از ازل معلوم است؛ و این را راهی برای بازگشت به ارادۀ آزاد می‌دانستند؛ اراده‌ای که قابل پیش‌بینی نباشد.
آرتور ادینگتون در ۱۹۳۳ گفت: «دترمینیسم، کلاً از قوانینِ فیزیک حذف شده است...هر دیدگاهی که روی زمینه‌های فلسفی در موردِ اختیار برگزینیم، نمی‌توانیم علیهِ آن به فیزیک متوسل شویم.»
برتراند راسل در ۱۹۲۷ در کتاب "تحلیل ماده" چنین گفت: تا آنجا که نظریۀ کوانتوم در زمان حال می‌تواند بگوید، اتم‌ها نیز ممکن است ارادۀ آزاد داشته باشند؛ اما به یکی از چندین انتخاب، محدود باشند.
اما راسل به‌زودی از این عقیده برگشت و در طرد دترمینیسم تردید کرد. او در کتاب "مذهب و علم" نوشت: ممکن است به نظر برسد که من در فصل حاضر، مرتکب این ناسازگاری شده‌ام که در ابتدا بر ضد دترمینیسم استدلال کرده‌ام و سپس بر ضد اختیار. اما در واقع، هر دوی این‌ها تزهای متافیزیکی هستند که از حد تأیید تجربی فراترند. کاوش برای قوانین علّی، چنان‌که دیدیم، جوهرۀ علم است و بنابراین از لحاظ عملی، یک طالب علم باید همواره دترمینیسم را به‌عنوان یک فرض کارآمد بپذیرد؛ اما مجبور نیست که بگوید قوانین، علّی هستند مگر‌آنکه عملاً آن‌ها را یافته باشد و در واقع عاقلانه نیست که چنین کند؛ اما نابخردانه‌ترین است که اظهار کند به‌طور محقق می‌داند که در یک حوزه، قوانین علّی کارگر نیستند. این حکم، هم از لحاظ نظری نابخردانه است و هم از لحاظ عملی. از لحاظ نظری، چون دانش ما هیچ وقت به اندازۀ کافی نیست که مجوز چنین اظهار نظری باشد. از لحاظ عملی دلیلش اینست که اعتقاد به اینکه قوانین علّی در یک حوزه کارگر نیستند، رغبت به کاوش را از بین می‌برد و ممکن است از کشف قوانین جلوگیری کند. این دو جنبۀ نابخردانه به نظر من، هم به آن‌هایی مربوط می‌شود که می‌گویند تغییر در اتم‌ها کاملاً تعینی(دترمینیستی) نیست و هم به آن‌هایی که کوته فکرانه به اختیار رای می‌دهند. در رویارویی با این جزمیت متقابل، علم باید همواره تجربی بماند و بیش از آنچه که شواهد عملی تجویز می‌کنند نه اثباتی بکند و نه انکاری.